# Beloved Antichrist
"Beloved Antichrist" è il quindicesimo album in studio dei Therion, pubblicato dalla Nuclear Blast. L'album è un concept bassato sul testo "Il Racconto dell'Anticristo", di Vladimir Sergeevič Solov'ëv.

## Tracce
1. Turn from Heaven – 3:06
2. Where Will You Go? – 2:15
3. Through Dust, Through Rain – 5:01
4. Signs are Here – 4:21
5. Never Again – 2:20
6. Bring Her Home – 3:59
7. The Solid Black Beyond – 3:47
8. The Crowning of Splendour – 3:34
9. Morning Has Broken – 6:39
10. Garden of Peace – 3:25
11. Our Destiny – 2:41
12. Anthem – 4:18
13. The Palace Ball – 5:20
14. Jewels from Afar – 4:22
15. Hail Caesar! – 5:10
16. What Is Wrong? – 2:07
17. Nothing but My Name – 2:02

1. The Arrival of Apollonius – 5:06
2. Pledging Loyalty – 2:56
3. Night Reborn – 3:57
4. Dagger of God – 3:32
5. Temple of New Jerusalem – 4:01
6. The Lions Roar – 3:43
7. Bringing the Gospel – 4:44
8. Laudate Dominum – 5:00
9. Remaining Silent – 2:56
10. Behold Antichrist – 4:40
11. Cursed by the Fallen – 2:00
12. Resurrection – 3:41
13. To Where I Weep – 5:57
14. Astral Sophia – 5:42
15. Thy Will Be Done! – 4:37

1. Shoot Them Down! – 3:49
2. Beneath the Starry Skies – 4:26
3. Forgive Me – 9:41
4. The Wasteland of My Heart – 3:24
5. Burning the Palace – 8:22
6. Prelude to War – 0:38
7. Day of Wrath – 4:13
8. Rise to War – 3:47
9. Time Has Come/Final Battle – 2:56
10. My Voyage Carries On – 3:52
11. Striking Darkness – 2:04
12. Seeds of Time – 1:38
13. To Shine Forever – 2:06
14. Theme of Antichrist – 3:31

## Formazione

### Gruppo
- Christofer Johnsson - chitarra, tastiere
- Sami Karppinen - batteria
- Nalle "Grizzly" Påhlsson - basso
- Christian Vidal - chitarra
- Thomas Vikström - voce

### Ospiti
- Chiara Malvestiti - voce (Johanna)
- Marcus Jupither - voce (Apollonyus)
- Erik Rosenius - voce (Satan)
- Melissa Ferlaak - voce (Sophia)
- Ulrika Skarby - voce (Agnes)
- Lydia Kjellberg - voce (Mare)
- Samuel Jarrick - (Pope Peter II, 3 Demons)
- Linus Flogell - voce (Professor Pauli, 3 Demons)
- Kaj Hagstrand - voce (President of USE)
- Matilda Wahlund - voce (President wife)
- Karin Fjellander - voce (Messenger, Angel)
- Mikael Schmidberger - voce (Priest, 3 Demons)
- Linnéa Vikström - (Female servant, Congress woman)
- Anastasia Dreyer - cori
- Anna Belova - cori
- Ekaterina Shamina - cori
- Lyudmila Mikhailova - cori
- Maria Chekrkchieva - cori
- Anastasia Polyanina - cori
- Darya Mikhailova - cori
- Ksenia Krasikova - cori
- Mikhail Nor - cori
- Daniil Jurilov - cori
- Artemy Menshikov - cori
- Nikita Mikhailov - cori
- Gleb Kardasevich- cori
- Dmitry Volkov - cori
- Mikhail Yurkus - cori
- Grigory Pyankov - cori
- Peter Ljung - cori
- Micke Nord - chitarra